# أكيشوكوا إيزه
أكيشوكوا إيزه (بالإنجليزية: Ikechukwu Ezeh)‏ هو لاعب كرة قدم نيجيري في مركز الهجوم، ولد في 20 ديسمبر 1987 في أويو ‏ في نيجيريا. لعب مع شاركس ونابريداك كروشيفاتس ونادي إسكلستونا ونادي ديشيتش ونيجر تورنادو.

## وصلات خارجية
- أكيشوكوا إيزه على موقع Soccerway.com (الإنجليزية)